# Ata-Zhurt
Ata-Zhurt (en kirguís: Ата-журт y en español: Patria) fue un partido político kirguís nacionalista y conservador. Su base política se encontraba al sur del país, pero su sede estaba en la capital, Biskek. Estaba dirigido por Kamchybek Tashiyev, y apoyaba al régimen derrocado de Kurmanbek Bakíev. En 2014, el partido dejó de existir y se fusionó con el Partido Respublika.

## Historia electoral

### Elecciones parlamentarias de 2010
Tras el triunfo de la revolución kirguisa, en abril de 2010, durante las elecciones posteriores, Ata-Zhurt hizo campaña por derogar la nueva constitución parlamentaria y restaurar el sistema presidencialista y al propio Kurmanbek Bakíev, autoritario Presidente depuesto por la revolución. Su líder, Tashiyev, afirmó que su partido era más popular que el gobierno interino encabezado por Rosa Otunbáeva, del Partido Socialdemócrata de Kirguistán. También prometió impedir la extensión del contrato con los Estados Unidos para preservar la presencia militar en el país por medio de la base de Manas más allá de 2011. El 7 de octubre, un grupo de manifestantes tomaron por asalto la sede del partido en Biskek y quemaron su propaganda política, reclamando a la administración de Otunbáeva que prohibiera al partido durante las elecciones. El ataque fue atribuido a familiares de las víctimas de la revolución.
En las elecciones, Ata-Zhurt se impuso con un 15.41% de los votos, principalmente en su bastión del sur del país, donde organizó una campaña considerada violenta por el gobierno interino, a pesar de que apenas cruzó el umbral requerido para entrar al parlamento en la capital, y en la Región de Chuy. Después de la elección, SDPK, Respublika y Ata-Meken coincidieron en formar una coalición para finales de noviembre. Sin embargo, tan pronto como la coalición se aceptó oficialmente el 2 de diciembre, se derrumbó cuando no pudo elegir a un presidente del Parlamento (con sólo 58 de los 67 diputados de la coalición pudiendo votar por él).
El 15 de diciembre, Respublika anunció que había negociado con éxito la creación de un gobierno de coalición con SDPK y Ata-Zhurt. El líder del Partido Socialdemócrata, Almazbek Atambáyev fue elegido primer ministro con 92 votos de los 120 asientos. El miembro de Ata-Zhurt Akhmatbek Keldibekov fue elegido presidente del Parlamento con 101 votos a 14. Omurbek Babanov se convirtió en vice primer ministro. El nuevo gobierno asumió más tarde ese mismo día.

### Elecciones presidenciales de 2011
El líder de Ata-Zhurt, Kamchybek Tashiev, se presentó como candidato de su partido en las elecciones presidenciales, que se celebraron un año después de las parlamentarias, para sustituir a Otunbáeva. Tashiev quedó tercero con el 14.3% de los votos, siendo derrotado por Almazbek Atambáyev, con el 63.2%, mientras que el otro candidato, Adakhan Madumarov, recibió el 14.8%.

### Elecciones parlamentarias de 2015
Para las elecciones parlamentarias de 2015, Ata-Zhurt se fusionó con el Partido Respublika, en una coalición que recibió el 20.26% de los votos, obteniendo ambos partidos 23 escaños en el Consejo Supremo.